# Wydział Nauk o Zdrowiu i Psychologii Uniwersytetu Rzeszowskiego
Wydział Nauk o Zdrowiu i Psychologii Uniwersytetu Rzeszowskiego – jeden z czterech wydziałów Collegium Medicum Uniwersytetu Rzeszowskiego.

## Historia
Instytut Nauk o Zdrowiu (INoZ) Kolegium Nauk Medycznych Uniwersytetu Rzeszowskiego rozpoczął swoją działalność w dniu 1 października 2019 roku na podstawie Uchwały nr 469/09/2019 Senatu Uniwersytetu Rzeszowskiego z dnia 26 września 2019 r. Obecnie działa w oparciu o Statut Uniwersytetu Rzeszowskiego z dnia 28 listopada 2019 r. przyjęty na podstawie Uchwały nr 505/11/2019 Senatu Uniwersytetu Rzeszowskiego z dnia 28 listopada 2019 r. W skład INoZ włączono instytuty działające w ramach poprzedniej struktury Wydziału Medycznego Uniwersytetu Rzeszowskiego, tj.: Instytut Fizjoterapii, Instytut Położnictwa i Ratownictwa Medycznego oraz Instytut Pielęgniarstwa i Zdrowia Publicznego. Od 1 stycznia 2025 roku, wskutek połączenia Instytutu z Instytutem Psychologii, jednostka funkcjonuje jako Wydział.

## Władze Wydziału
Od 1 stycznia 2025:
| Stanowisko                     | Imię i nazwisko            |
| ------------------------------ | -------------------------- |
| Dziekan                        | dr hab. Edyta Łuszczki     |
| Prodziekan ds. Nauki i Rozwoju | dr hab. Agnieszka Sozańska |
| Prodziekan ds. Studenckich     | dr hab. Agnieszka Guzik    |
| Prodziekan ds. Studenckich     | dr hab. Paweł Więch        |

## Struktura organizacyjna

### Instytut Fizjoterapii
Dyrektor: dr hab. Mariusz Drużbicki
- Zakład Fizjoterapii w Chorobach Wewnętrznych
- Zakład Fizjoterapii Klinicznej
- Zakład Propedeutyki Fizjoterapii
- Zakład Podstaw Fizjoterapii

### Pozostałe jednostki
| Jednostka                                 | Kierownik                    |
| ----------------------------------------- | ---------------------------- |
| Katedra Dietetyki                         | dr hab. inż. Katarzyna Dereń |
| Katedra Opieki Położniczo-Ginekologicznej | dr Barbara Zych              |
| Katedra Pielęgniarstwa                    | dr hab. Dariusz Bazaliński   |
| Katedra Psychologii                       | dr hab. Andrzej Łukasik      |
| Katedra Ratownictwa Medycznego            | dr Justyna Kosydar-Bochenek  |
| Zakład Zdrowia Publicznego                | dr Agnieszka Hubert-Lutecka  |